# Hans Schwarz van Berk
Hans Schwarz van Berk (Pseudonym: Hans Hansen; * 7. August 1902 in Wermelskirchen; † 2. Januar 1973 in Göttingen) war ein deutscher Journalist und Nationalsozialist.

## Leben und Wirken
1920 wurde Schwarz van Berk Mitglied eines Freikorps und beteiligte sich an den Kämpfen in Oberschlesien und gegen die Ruhrbesetzung. Er trat dem 1923 gegründeten Bund Wiking bei. Nach dem Ausschluss aus dieser Organisation durch deren Führer Hermann Ehrhardt schloss er sich 1925 dem Stahlhelm, Bund der Frontsoldaten an, und arbeitete für die Zeitschrift Die Standarte sowie anschließend für die Zeitschrift Der Nahe Osten. Außerdem gehörte er in dieser Zeit zur Führungsebene des Hochschulrings Deutscher Art. Im Juli 1928 gründete er die Mittelstelle für nationale Publizistik.
Im Jahr 1930 trat Schwarz van Berk in die NSDAP (Mitgliedsnummer 312.753) ein und wurde auch Mitglied der SS. Im selben Jahr wurde er Chefredakteur der Pommerschen Tagespost.
Ab 1931 war Schwarz van Berk, den Hartmut Jäckel als „jung, dynamisch [und] intelligent“ charakterisiert, Mitarbeiter von Joseph Goebbels. Goebbels war seit April Reichspropagandaleiter der NSDAP. Nach der Machtergreifung wurde am 13. März 1933 wurde das Reichspropagandaministerium gegründet; Goebbels wurde Propagandaminister.
Schwarz van Berk wurde zu einem Starjournalisten der NS-Presse: er gründete 1932 die Pommersche Zeitung und war ab 1935 (als Nachfolger von Károly Kampmann) Hauptschriftleiter (Chefredakteur) der Zeitung Der Angriff.
1935 wurde gegen ihn ein Parteigerichtsverfahren wegen parteischädigenden Verhaltens eingeleitet, weil er 1934 in das Gästebuch des Berliner Kabaretts Die Katakombe die Worte geschrieben hatte „Gefährlich oder ungefährlich – weitermachen“. Auf Intervention von Goebbels kam er jedoch mit einem Verweis davon. Letzterer ernannte ihn im November 1935 zum Mitglied des Reichskultursenats.
1937 trat er eine auf vier Jahre angelegte Weltreise an, die ihn unter anderem durch Indien und Australien führte, bevor er sie 1939 aufgrund des Beginns des Zweiten Weltkriegs vorzeitig abbrechen musste.
Anfang Dezember 1939 gründete Schwarz van Berk auf Anordnung von Goebbels ein eigenes Büro. Es war der Abteilung Auslandspresse angeschlossen und diente der gezielten Desinformation der alliierten Kriegsgegner. In seinem Tagebucheintrag vom 6. Januar 1942 charakterisierte Goebbels Schwarz van Berks Kriegspropaganda wie folgt:

„Schwarz van Berk arbeitet zum großen Teil mit getarnten Artikeln, die in ausländischen, zum Teil auch feindlichen Zeitungen erscheinen. Sie enthalten neben einigem Negativen, das zur Wahrung des Gesichts geschrieben werden muss, eine Unmenge von positiven Elementen. Auf diese Weise haben wir sehr viel Material in die ausländische, zum Teil in die deutschfeindliche, ja sogar in die englische Presse lanciert, ohne dass man sich dort klar darüber war, woher das Material kam.“

Seit 1943 war Schwarz van Berk einer der eifrigsten Vertreter der „Wunderwaffen“-Propaganda in der NS-Presse, die der immer pessimistischer gestimmten Bevölkerung neue Hoffnung auf einen deutschen Kriegssieg geben sollte. Der 1944 aufgekommene Begriff der „V-Waffe“ wurde angeblich von ihm geprägt.
Beiträge von Schwarz van Berk wurden wiederholt ab 1940 in der Wochenzeitung Das Reich veröffentlicht.
Im März oder April 1945 setzte Schwarz van Berk sich aus Berlin nach Westdeutschland ab. Nach Kriegsende wurde er zunächst interniert, entfloh aber dem Lager und lebte mindestens bis 1951 illegal. Später arbeitete er als Vertreter und in der Werbebranche. Über seine Entnazifizierung ist nichts bekannt.
Schwarz van Berks Nachlass wird heute im Bundesarchiv Koblenz aufbewahrt.

## Schriften
- Rote Armee an der Ruhr. In: Ernst Jünger (Hrsg.): Der Kampf um das Reich. S. 203–218.
- Preußentum und Nationalsozialismus. 7 Briefe an einen preußischen Junker. 1932.
- Die sozialistische Auslese. Korn, Breslau 1934.
- Die Verräter und der Mörder. 100 Minuten angesichts des Führers. In: Der Angriff. Die nationalsozialistische Abendzeitung. Jg. 8, Nr. 164. Eher jun., Berlin 16. Juli 1934, S. 1–2.
- Die Stunde diktiert. 1935.
- Joseph Goebbels: Der Angriff. Aufsätze aus der Kampfzeit. Hrsg.: Hans Schwarz van Berk. Franz Eher Nachf., München 1935 (archive.org).
- Die Jugend und das Recht, 1938. (mit Hans Frank und Gottfried Neeße)
- „Feuerzeichen Stalingrad“. In: Das Reich. Nr. 5, 31. Januar 1943.
- De uanede følger. Bombekrigens Overvindelse -- og Gengældelsen, 1944.
- Noch leuchten die Bilder. Schicksale und Abenteuer von Meisterwerken der Kunst. Berlin 1969. (zusammen mit Hans Diebow unter dem Pseudonym H. H. Pars)